# Kruszari
Kruszari (bułg. Крушари) – wieś w Bułgarii, w obwodzie Dobricz, siedziba administracyjna gminy Kruszari. Według danych szacunkowych Ujednoliconego Systemu Ewidencji Ludności oraz Usług Administracyjnych dla Ludności, 15 czerwca 2022 roku miejscowość liczyła 1 286 mieszkańców.
Wnętrze cerkwi pod wezwaniem Św. Dymitra w Kruszari zostało namalowane przez mistrza Marko Minowa w 1883 roku. Do 1942 roku miejscowość nazywała się Armutlij.